# Банасак
Банасак (фр. Banassac) насеље је и општина у јужној Француској у региону Лангдок-Русијон, у департману Лозер која припада префектури Манд.
По подацима из 2011. године у општини је живело 872 становника, а густина насељености је износила 50,09 становника/km². Општина се простире на површини од 17,41 km². Налази се на средњој надморској висини од 530 метара (максималној 927 m, а минималној 504 m).

## Демографија
| 1962. | 1968. | 1975. | 1982. | 1990. | 1999. | 2011. |
| ----- | ----- | ----- | ----- | ----- | ----- | ----- |
| 642   | 599   | 741   | 799   | 747   | 813   | 872   |

График промене броја становника у току последњих година